# Liste der Kellergassen in Hagenbrunn
Die Liste der Kellergassen in Hagenbrunn führt die Kellergassen in der niederösterreichischen Gemeinde Hagenbrunn an.
| Foto |                 | Kellergasse           | Standort                | Beschreibung |
| ---- | --------------- | --------------------- | ----------------------- | --- |
| ja   | Datei hochladen | Viehtrift / Hiataberg | KG: Flandorf Standort   | Etwa 15 Keller, überwiegend in Schildmauerform, befinden sich einseitig an einer Geländekante an der östlichen Ortsausfahrt und in Hanglage südöstlich außerhalb der Ortschaft auf insgesamt etwa 500 Metern Länge. Anmerkung: Schmidbaur erwähnt diese Kellergasse nicht. |
| ja   | Datei hochladen |                       | KG: Hagenbrunn Standort | Die einseitige Einzelkellergasse befindet sich am südlichen Ortsrand an einer Geländekante und in der Ebene. Sie besteht auf 200 Metern Länge aus 18 Gebäuden, darunter zwölf Keller, mehrheitlich traufständig. Die älteste Datierung ist von 1953.                       |

| Foto:                    | Fotografie der Kellergasse (Gesamtheit). Klicken des Fotos erzeugt eine vergrößerte Ansicht. Daneben finden sich zwei Symbole: \| Weitere Bilder vorhanden \| Das Symbol bedeutet, dass weitere Fotos des Objekts verfügbar sind. Durch Klicken des Symbols werden sie angezeigt. \| \| Eigenes Foto hochladen \| Durch Klicken des Symbols können weitere Fotos des Objekts in das Medienarchiv Wikimedia Commons hochgeladen werden. \| |
| Name:                    | Bezeichnung der Kellergasse |
| Standort:                | Es ist die Katastralgemeinde (KG) angegeben. Durch Aufruf des Links Standort wird die Lage der Kellergasse in verschiedenen Kartenprojekten angezeigt. |
| Beschreibung             | Kurze Beschreibung der Kellergasse |
| Weitere Bilder vorhanden | Das Symbol bedeutet, dass weitere Fotos des Objekts verfügbar sind. Durch Klicken des Symbols werden sie angezeigt. |
| Eigenes Foto hochladen   | Durch Klicken des Symbols können weitere Fotos des Objekts in das Medienarchiv Wikimedia Commons hochgeladen werden. |